# 최영애 (1951년)
최영애(崔永愛, 1951년 1월 10일 ~ )는 대한민국의 8대 국가인권위원회 위원장이다.

## 학력
- 부산여자고등학교
- 이화여자대학교 기독교학
- 이화여자대학교 대학원 여성학 석사

## 경력
- 1991 ~ 1994 성폭력특별법제정특별추진위원회 위원장
- 1991 ~ 2001 한국성폭력상담소 소장
- 2002 ~ 2004 국가인권위원회 사무총장
- 2004.07 ~ 2007.09 국가인권위원회 상임위원
- 2010 ~ 여성인권을지원하는사람들 대표,여성인권을지원하는사람들 이사장
- 2012.02 민주통합당 공천심사위원회 위원
- 2012.10 서울특별시 여성가족재단 이사
- 2013 한반도 평화포럼 공동대표
- 2015.09 경기도교육청 성인권보호특별대책위원회 위원장
- 2016.02 제2기 서울시 인권위원회 위원장
- 2018.09 ~ 2021.09 제8대 국가인권위원회 위원장
- 헌법재판관 후보추천위 위원장

## 수상 내역
- 2014년 서울시 여성상 대상
- 2017년 한국여성지도자상 대상